# Список національних історичних місць Канади в Торонто
Тут наведено список національних історичних місць у Торонто, Онтаріо, Канада. Є 37 національних історичних місць Канади в Торонто, першим з яких був Форт-Йорк, який отримав цей статус у 1923 році.
Численні національні історичні події також відбулися в Торонто і ідентифіковані в місцях, пов'язаних з ними, використовуючи той самий стиль федеральної таблички, що позначає національні історичні місця. Подібним чином у всьому місті вшановують пам'ять кількох національних історичних осіб. Маркери не вказують, яке розрізнення — сайт, подія чи особа — було надано суб'єкту.
Національні історичні об'єкти, розташовані в інших місцях Онтаріо (крім Торонто), перераховані в Національних історичних місцях Онтаріо, з додатковими списками для  міст Гамільтона, Кінґстона, Оттави та регіону довкола Ніагари. Певні об'єкти є частиною системи національних парків, які керуються парками Канади. Національне історичне місце Бід-Гілл у східній частині Скарборо стало єдиним національним історичним об'єктом Торонто в системі національних парків 15 червня 2019 року, розташованим у Національному міському парку Руж. Нижче цей об'єкт позначений значком бобра — символом Парків Канади.
У цьому списку використовуються назви, визначені Національною радою історичних місць і пам'яток, які можуть бути сформульовані дещо відмінними словами в інших джерелах.

## Національні історичні місця
| Місце                                                              | Дата(и)                                            | Призначене                                                        | Місцезнаходження                                                                         | Опис | Зображення                                                                                        |
| ------------------------------------------------------------------ | -------------------------------------------------- | ----------------------------------------------------------------- | ---------------------------------------------------------------------------------------- | --- | ------------------------------------------------------------------------------------------------- |
| Енслі-Голл                                                         | 1903 (завершено)                                   | 1990                                                              | Торонто 43°40′04″ пн. ш. 79°23′35″ зх. д. / 43.66778° пн. ш. 79.39306° зх. д.            | Перший збудований за планом жіночий гуртожиток на кампусі канадського університету, цікавий приклад історизму в стилі Королеви Анни в будові закладів | Зовнішній вигляд Енслі-Голлу                                                                      |
| Пожежна станція Белморал                                           | 1911 (завершено)                                   | 1990                                                              | Торонто 43°41′09″ пн. ш. 79°23′38″ зх. д. / 43.685833° пн. ш. 79.393870° зх. д.          | Рідкісний приклад стилю історизму королеви Анни в застосуванні до пожежної станції | Зовнішній вигляд Пожежної станції Белморал                                                        |
| Будівля Банку Верхньої Канади                                      | 1825 (завершено)                                   | 1977                                                              | Торонто 43°39′06.54″ пн. ш. 79°22′15.5″ зх. д. / 43.6518167° пн. ш. 79.370972° зх. д.    | Ранній банк з 19 ст., що висвітлює розбудову Торонто як комерційного центру та роль, зокрема, Банку Верхньої Канади у розвитку цього регіону | Зовнішній вигляд будівлі Банку Верхньої Канади                                                    |
| Бід-Гілл                                                           | 1600-ті (засноване село)                           | 1991 (designated); June 15, 2019 (приєднано до системи нацпарків) | Торонто 43°48′14.77″ пн. ш. 79°8′24.4″ зх. д. / 43.8041028° пн. ш. 79.140111° зх. д.     | Майданчик розкопок у Національному міському парку Руж з лише одним відомим цілим залишком селища індіанців народу сенека 17 ст. | alt+1873 hand drawn map showing the location of the village north of Lake Ontario                 |
| Будинок Біркбека                                                   | 1908 (завершено)                                   | 1986                                                              | Торонто 43°39′2.54″ пн. ш. 79°22′40.49″ зх. д. / 43.6507056° пн. ш. 79.3779139° зх. д.   | Чотириповерхова офісна споруда, типова для багатьох фінансових інституцій у центральних кварталах канадських міст перед Першою світовою війною | Exterior view of the Birkbeck Building                                                            |
| Авдиторія і Кругла зала на 7 поверсі готелю Ітон                   | 1930 (завершено)                                   | 1983                                                              | Торонто 43°39′39″ пн. ш. 79°23′00″ зх. д. / 43.660929° пн. ш. 79.383302° зх. д.          | Фоє, ресторан і зала (конструкція французького архітектора Жака Карлу, декорації Наташі Карлу), розміщені всередині колишнього магазину Ітон на Коледж-стріт, видатний приклад арт-деко і стримлайн-модерну в оформленні інтер'єру | Interior view of the Carlu                                                                        |
| Каплиця Сент-Джеймс-де-Лесс Англіканської церкви                   | 1861 (завершено)                                   | 1990                                                              | Торонто 43°40′10.4″ пн. ш. 79°22′8.32″ зх. д. / 43.669556° пн. ш. 79.3689778° зх. д.     | Каплиця є помітним прикладом вікторіанської неоготики, характерним для малих каплиць, будованих у Канаді в той час | Exterior view of the Chapel of St. James-the-Less Anglican Church                                 |
| Театр Еґлінтона                                                    | 1936 (завершено)                                   | 1993                                                              | Торонто 43°42′15.96″ пн. ш. 79°24′38.66″ зх. д. / 43.7044333° пн. ш. 79.4107389° зх. д.  | Кінотеатр, що репрезентує один з кращих зразків стилю арт-деко в канадському театральному будівництві | Exterior view of the Eglinton Theatre                                                             |
| Театри Елґіна і Зимовий палац                                      | 1914 (завершено)                                   | 1982                                                              | Торонто 43°39′11″ пн. ш. 79°22′45″ зх. д. / 43.65306° пн. ш. 79.37917° зх. д.            | Спарене театральне приміщення, спроєктоване визнаним проектантом театрів Томасом В. Лемом, збудоване для водевілю, останнє з двоярусних театральних приміщень у світі | Exterior view of the ticket booth at the Elgin and Winter Garden Theatres                         |
| Форт-Йорк                                                          | 1793 (засновано), 1815 (завершене дане укріплення) | 1923                                                              | Торонто 43°38′20.50″ пн. ш. 79°24′12″ зх. д. / 43.6390278° пн. ш. 79.40333° зх. д.       | Місце початкового поселення, з якого виросло Торонто і укріплення для тодішнього селища Йорк, Верхня Канада. Форт служить музеєм з найбільшим набором будівель періоду війни 1812 року в Канаді та багатьох найстаріших споруд міста Торонто                                                                                           | Aerial view of Fort York                                                                          |
| Четверта пошта Йорка                                               | 1835 (завершено)                                   | 1980                                                              | Торонто 43°39′06.65″ пн. ш. 79°22′14.34″ зх. д. / 43.6518472° пн. ш. 79.3706500° зх. д.  | Також відомий як "перший поштовий будинок", це був будинок 4-го поштового відділення Йорку, але перший, що служив поштою новоутвореного Торонто у 1934, один з ранніх зразків споруд, зведених спеціально для поштової службм, типовий малий службовий офіс, скомбінований з приватним житлом.                                         | Exterior photo of the front of the First Toronto Post Office                                      |
| Дім Джорджа Брауна                                                 | 1877 (завершено)                                   | 1976                                                              | Торонто 43°39′21″ пн. ш. 79°23′42″ зх. д. / 43.655825° пн. ш. 79.39502° зх. д.           | Помешкання Джорджа Брауна, засновника The Globe and Mail і хрещеного батька Конфедерації - місце, яке в Торонто також юуло осередком аболіціонізму - руху, повязаного з т.зв. "підпільною залізницею", мережею таємного переправляння чорношкірих рабів до Канади на волю                                                              | Side exterior of George Brown House                                                               |
| Спиртзавод Ґудергама і Вортса                                      | 1859 до 1927 (будова наявних споруд)               | 1988                                                              | Торонто 43°39′2.628″ пн. ш. 79°21′35.17″ зх. д. / 43.65073000° пн. ш. 79.3597694° зх. д. | Сорок історичних будівель великого спиртзаводу - т.зв. «Горілчаного кварталу», де історія канадської винокурної промисловості переплетена з артистичним і відпочиноковим сучасним | View of the Stonehouse Distillery at night                                                        |
| Будівля Ґінлока / Ранні споруди Виставки                           | 1904 до 1912 (завершено)                           | 1988                                                              | Торонто 43°37′58″ пн. ш. 79°24′58″ зх. д. / 43.63278° пн. ш. 79.41611° зх. д.            | Пять будинків, що включають пожежну та поліційну станції, державні офісні, паркові, музичні і друкарські заклади на площах Канадської національної виставки | View of the Press Building                                                                        |
| Геліконська Зала                                                   | 1876 (завершено)                                   | 2008                                                              | Торонто 43°40′19.03″ пн. ш. 79°23′36.04″ зх. д. / 43.6719528° пн. ш. 79.3933444° зх. д.  | Первинно збудована для Йорквільської церкви в стилі Карпентерівської неоготики, будівля від 1923 року служить як унікальний багатопрофільний жіночий артистичний клуб | View of the front facade of Heliconian Hall                                                       |
| Круглий Дім на Джон-стріт (Тихоокеанської залізниці)               | 1931 (завершено)                                   | 1990                                                              | Торонто 43°38′27″ пн. ш. 79°23′09″ зх. д. / 43.640862° пн. ш. 79.385925° зх. д.          | Розміщена на колишніх невживаних залізничних землях, станція Union Station, найкращий у Канаді зразок залізничної ротонди; тепер зайнятий Toronto Railway Heritage Centre, пивзаводом Steam Whistle та меблевим магазином | View of the John Street Roundhouse                                                                |
| Кенсінґтонський ринок                                              | 1815 (перші будови маєтку Бельв'ю)                 | 2006                                                              | Торонто 43°39′17.18″ пн. ш. 79°24′02.44″ зх. д. / 43.6547722° пн. ш. 79.4006778° зх. д.  | Квартал, у якому мережа вузьких вуличок забудована малими приватними хатами й крамницями; від початку 20 ст. тут прокотились послідовні хвилі іммігрантських громад, що робить квартал зразком мозаїки іммігранських поселень | View of Kensington Market from Baldwin and Kensington Avenues                                     |
| Мейпл-Ліф-Ґарденс                                                  | 1931 (завершено)                                   | 2007                                                              | Торонто 43°39′44″ пн. ш. 79°22′49″ зх. д. / 43.66222° пн. ш. 79.38028° зх. д.            | Спортивна арена, збудована для Toronto Maple Leafs, стадіон, який можна вважати найвідомішим в історії «храмом» гаківки, який за 70-річну історію свого існування був свідком визначних спортивних досягнень, концертів та політичних подій                                                                                            | Maple Leaf Gardens at the corner of Church and Carlton.                                           |
| Мессі-Голл                                                         | 1894 (завершено)                                   | 1981                                                              | Торонто 43°39′15″ пн. ш. 79°22′44.50″ зх. д. / 43.65417° пн. ш. 79.3790278° зх. д.       | Подарована місту Торонто багатим промисловцем Гартом Мессі, концертна зала стала однією з найважливіших культурних інституцій, також відома своєю унікальною акустикою | Exterior view of main entrance and neon signage of Massey Hall at night                           |
| Офіс фірми покрівельного заліза                                    | 1897 (завершено)                                   | 1984                                                              | Торонто 43°38′21.01″ пн. ш. 79°25′37.76″ зх. д. / 43.6391694° пн. ш. 79.4271556° зх. д.  | Унікальна будівля в стилі Beaux-Arts, оздоблена цілковито гофрованим металом, була розібрана у 1982 при реконструкції, площа передана Ontario Heritage Trust для ймовірної реконструкції | Metallic Roofing Company Offices surrounded by hoarding, prior to the demolition of the building. |
| Таверна Монтґомері                                                 | 1837 (битва)                                       | 1925                                                              | Торонто 43°42′34″ пн. ш. 79°23′56″ зх. д. / 43.7095° пн. ш. 79.3990° зх. д.              | Місце припиненого повстання під проводом Вільяма Лайона Маккензі як частини Повстання у Верхній Канаді; повстання рішуче посприяло встановленню відповідального врядування в колонії | Sketch of the Battle of Montgomery's Tavern                                                       |
| Кладовище Маунт-Плезент                                            | 1876 (відкриття)                                   | 2000                                                              | Торонто 43°41′47″ пн. ш. 79°23′06″ зх. д. / 43.696351° пн. ш. 79.384882° зх. д.          | Видатний приклад дизайну picturesque, наслідування традиційних сільських цвинтарів 19 ст. у природному оточенні; багато надгробків представляють важливі події та є свідченням епохи в історії Торонто і Канади | Exterior of the Mount Pleasant Cemetery mausoleum and crematorium                                 |
| Стара ратуша Торонто і Суд графства Йорк                           | 1899 (завершено)                                   | 1984                                                              | Торонто 43°39′9″ пн. ш. 79°22′54″ зх. д. / 43.65250° пн. ш. 79.38167° зх. д.             | Один з найгарніших у Канаді прикладів романського стилю Річардсона в аріхтектурі, символ достатку міста Торонто та його швидкої урбанізації наприкінці 19 ст. | Exterior view of the Old City Hall clock tower                                                    |
| Колишня пошта Торонто / Колишній Банк Канади                       | 1853 (завершено)                                   | 1958                                                              | Торонто 43°39′00″ пн. ш. 79°22′35″ зх. д. / 43.64999° пн. ш. 79.376355° зх. д.           | Помітний зразок неогрецького аріхтектурного стилю в Канаді | Exterior view of the Toronto Street Post Office                                                   |
| Осґуд-Голл                                                         | 1832 (завершено наявне крило)                      | 1979                                                              | Торонто 43°39′08″ пн. ш. 79°23′08″ зх. д. / 43.65222° пн. ш. 79.38556° зх. д.            | Осґуд-Голл був резиденцією Товариства правників Верхньої Канади, судових зал, а також, до 1959, єдиного факультету права у провінції, він є символом правничої професії і судової системи в Онтаріо, видатною памяткою архітектури, славною своєю внутрішньою оздобою                                                                  | Interior view of the Great Library in Osgoode Hall                                                |
| Королівський театр Александри                                      | 1907 (завершено)                                   | 1985                                                              | Торонто 43°38′51″ пн. ш. 79°23′15″ зх. д. / 43.64741° пн. ш. 79.38750° зх. д.            | Один з останніх театрів цього стилю, споруджених у Канаді, і за відгуками, кращих з існуючих зразків, театр має національну важливість як такий, що відіграв центральну роль у соціальному й культурному житті Торонто | Exterior view of the Royal Alexandra Theatre                                                      |
| Королівська музична консерваторія                                  | 1881 (завершено залу Ігнатовичів)                  | 1995                                                              | Торонто 43°40′4.7″ пн. ш. 79°23′46.50″ зх. д. / 43.667972° пн. ш. 79.3962500° зх. д.     | Від початку збудований як перший корпус університету Університету Макмастера, Ігнатович-Голл був місцем Королівської музичної консерваторії від 1962; тут навчалися найвидатніші музикознавці Канади | Exterior view of the Royal Conservatory of Music                                                  |
| Англіканська церква св. Анни                                       | 1908 (завершено)                                   | 1996                                                              | Торонто 43°39′2.24″ пн. ш. 79°25′50.35″ зх. д. / 43.6506222° пн. ш. 79.4306528° зх. д.   | Церква містить унікальну серію живописних полотен, виконаних у 1923 знаними митцями, включно з трьома членами Групи Сімох під наглядом Джеймса Едварда Герві Макдональда | Exterior view of St. Anne's Anglican Church                                                       |
| Сент-Джордж-Голл (Мистецько-письменницький клуб)                   | 1891 (завершено)                                   | 2007                                                              | Торонто 43°39′28.13″ пн. ш. 79°22′57.51″ зх. д. / 43.6578139° пн. ш. 79.3826417° зх. д.  | Від 1920-х років Сент-Джордж-Голл був місцем зібрань митців, письменників, музикантів, архітекторів, акторів, а також меценатів мистецтва - важливе місце, яке послужило каталізатором творчих сил Канади | Exterior view of St. George's Hall                                                                |
| Сент-Лоренц-Голл                                                   | 1850 (завершено)                                   | 1967                                                              | Торонто 43°39′01″ пн. ш. 79°22′20″ зх. д. / 43.65028° пн. ш. 79.37222° зх. д.            | Сент-Лоренц-Голл був багаторічним головним соціальним і культурним центром Торонто, і також є прикладом одного з найгарніших громадських будинків 19 ст. в Канаді | Exterior view of St. Lawrence Hall                                                                |
| Ґрандж                                                             | 1817 (завершено)                                   | 1970                                                              | Торонто 43°39′11.25″ пн. ш. 79°23′32.7″ зх. д. / 43.6531250° пн. ш. 79.392417° зх. д.    | Історична ґеорґіанська садиба в центрі Торонто, одна з небагатьох збережених житлових посілостей, належних важливим громадянам поселення Йорк; найстарший з існуючих цегляних будинків Торонто | Exterior view of the Grange                                                                       |
| Спадайна-Гауз                                                      | 1866 (будова)                                      | July 31, 2019                                                     | Торонто 43°40′44″ пн. ш. 79°24′29″ зх. д. / 43.679023° пн. ш. 79.40815° зх. д.           | Сільський маєток, перетворений на простору резиденцію едвардіанського стилю |                                                                                                   |
| Будинок-студія                                                     | 1914 (завершено)                                   | 2005                                                              | Торонто 43°40′24″ пн. ш. 79°23′10″ зх. д. / 43.67325° пн. ш. 79.386083° зх. д.           | Рання канадська мистецька студія в стилі модернізму, повязана з іменами важливих канадських митців, включно з Групою Сімох; спроєктована архітектором Іденом Смітом для митця Лорена Гарріса, що містить шість спеціально сконструйованих студійних кімнат, у яких жили і творили у свій час Том Томсон, Артур Лісмер, Торо Макдональд | Exterior view of the Studio Building                                                              |
| Будинок терміналу острівного аеропорту Торонто                     | 1939 (завершено)                                   | 1989                                                              | Торонто 43°37′55.01″ пн. ш. 79°23′44.65″ зх. д. / 43.6319472° пн. ш. 79.3957361° зх. д.  | З перших терміналів летовищ, закладених і затверджених Департаментом транспорту в рамках програми розвитку трансканадських авіаліній; одна з небагатьох ранніх споруд терміналів, яка дожила до нашого часу, ймовірно найстарша досі вживана споруда терміналу в країні                                                                | Exterior view of the original Toronto Island Airport Terminal Building                            |
| Юніон-Стейшен (Канадської тихоокеанської та Центральної залізниць) | 1927 (завершено)                                   | 1975                                                              | Торонто 43°38′43″ пн. ш. 79°22′50″ зх. д. / 43.64528° пн. ш. 79.38056° зх. д.            | Прекрасний зразок канадського класичного залізничного вокзалу в стилі боз-ар, найбільший серед великих залізничних вокзалів, збудованих у країні напочатку 20 ст., ілюстрація періоду, коли Торонто стрімко розвивалося і ставало модерною метрополією                                                                                 | View of the facade of Toronto's Union Station                                                     |
| Університетський коледж                                            | 1859 (завершено)                                   | 1968                                                              | Торонто 43°39′44″ пн. ш. 79°23′45″ зх. д. / 43.66222° пн. ш. 79.39583° зх. д.            | Один з найстарших вищих педагогічних закладів у країні, повязаний з розвитком позацерковних, підтримуваних державою закладів вищої освіти в Канаді та зі становленням Університету Торонто | Exterior view of University College                                                               |
| Госпіталь Жіночої колегії                                          | 1883 (заснування)                                  | 1995                                                              | Торонто 43°39′42″ пн. ш. 79°23′15″ зх. д. / 43.661686° пн. ш. 79.387497° зх. д.          | Заснований у часи, коли доступ жінок до вищої медичної освіти та медичної практики був значно обмеженим, цей госпіталь в особливий спосіб підкреслює питання здоровя жінок та жінок як надавачів послуг в охороні здоров'я, символ змагання і внеску канадських жінок до медичної професії                                             | Exterior view of Women's College Hospital                                                         |